# Palayan City
Palayan (Tagalog: Lungsod ng Palayan) ist eine philippinische Gemeinde (Component City) in der Provinz Nueva Ecija, in der Verwaltungsregion III, Central Luzon. Sie hat 41.041 Einwohner (Zensus 1. August 2015), die in 19 Barangays lebten. Sie wird als Gemeinde der fünften Einkommensklasse auf den Philippinen und als teilweise urbanisiert eingestuft.
Palayan liegt im Zentrum und ist Hauptstadt der Provinz. Sie grenzt an die westlichen Ausläufer der Sierra Madre im Osten der Zentralen Luzon-Ebene. Sie liegt 129 km nördlich von Manila und ist erreichbar über den Marhalika Highway. Ihre Nachbargemeinden sind Bongabon und General Mamerto Natividad im Norden, Laur im Süden und Osten, Cabanatuan-Stadt im Westen.

## Baranggays
| - Aulo - Bo. Militar - Ganaderia - Maligaya - Manacnac - Mapait - Marcos Village - Malate - Sapang Buho - Singalat | - Atate - Caballero - Caimito - Doña Josefa - Imelda Valley - Langka - Santolan - Popolon Pagas - Bagong Buhay |